# Травневий (станція)
Травневий — проміжна залізнична станція Сумської дирекції Південної залізниці на лінії Люботин — Баси між зупинними пунктами Любівка та Манченки. Розташована в селищі Коваленки Харківського району Харківської області.

## Пасажирське сполучення
На станції зупиняться приміські поїзди Люботинського та Сумського напрямку.